# Darter (U-Boot, 1956)
Die USS Darter (SS-576) war ein im Oktober 1956 in Dienst gestelltes U-Boot der United States Navy. Sie stellte als Einzelschiff eine weiterentwickelte Version der Tang-Klasse dar. Sie blieb bis Dezember 1989 im aktiven Einsatz und wurde 1992 als Zielschiff vor Pearl Harbor versenkt.

## Geschichte
Die Darter wurde im Juni 1954 in Auftrag gegeben und am 10. November 1954 in der Werft von Electric Boat in Groton auf Kiel gelegt. Der Stapellauf erfolgte am 28. Mai 1956, die Indienststellung am 20. Oktober 1956 unter Lieutenant Commander Ralph R. Blaine. Das Boot war eine Weiterentwicklung der Tang-Klasse. Benannt ist es nach einer in Nordamerika heimischen Unterart der Flussbarsche.
Nach ihrer Indienststellung besuchte die in Newport stationierte Darter im Rahmen von Übungseinsätzen unter anderem die Westindischen Inseln, Kanada sowie im Rahmen von NATO-Operationen auch europäische Gewässer. Nach einer Werftüberholung in der Portsmouth Naval Shipyard wurde im August 1959 Charleston zum neuen Heimathafen des Bootes. Es folgten Übungseinsätze mit den neuentwickelten U-Booten mit ballistischen Raketen zur U-Jagd vor der Küste von Key West.
1963 und 1967 besuchte die Darter das Mittelmeer und war im Verlauf ihrer Dienstzeit mehrfach Operationszentrale des Chief of Naval Operations. 1965 wurde sie in der Charleston Naval Shipyard umfassend modernisiert und mit neuer Technik, Maschinenanlage und Sicherheitstechnik im Rahmen von SUBSAFE ausgestattet.

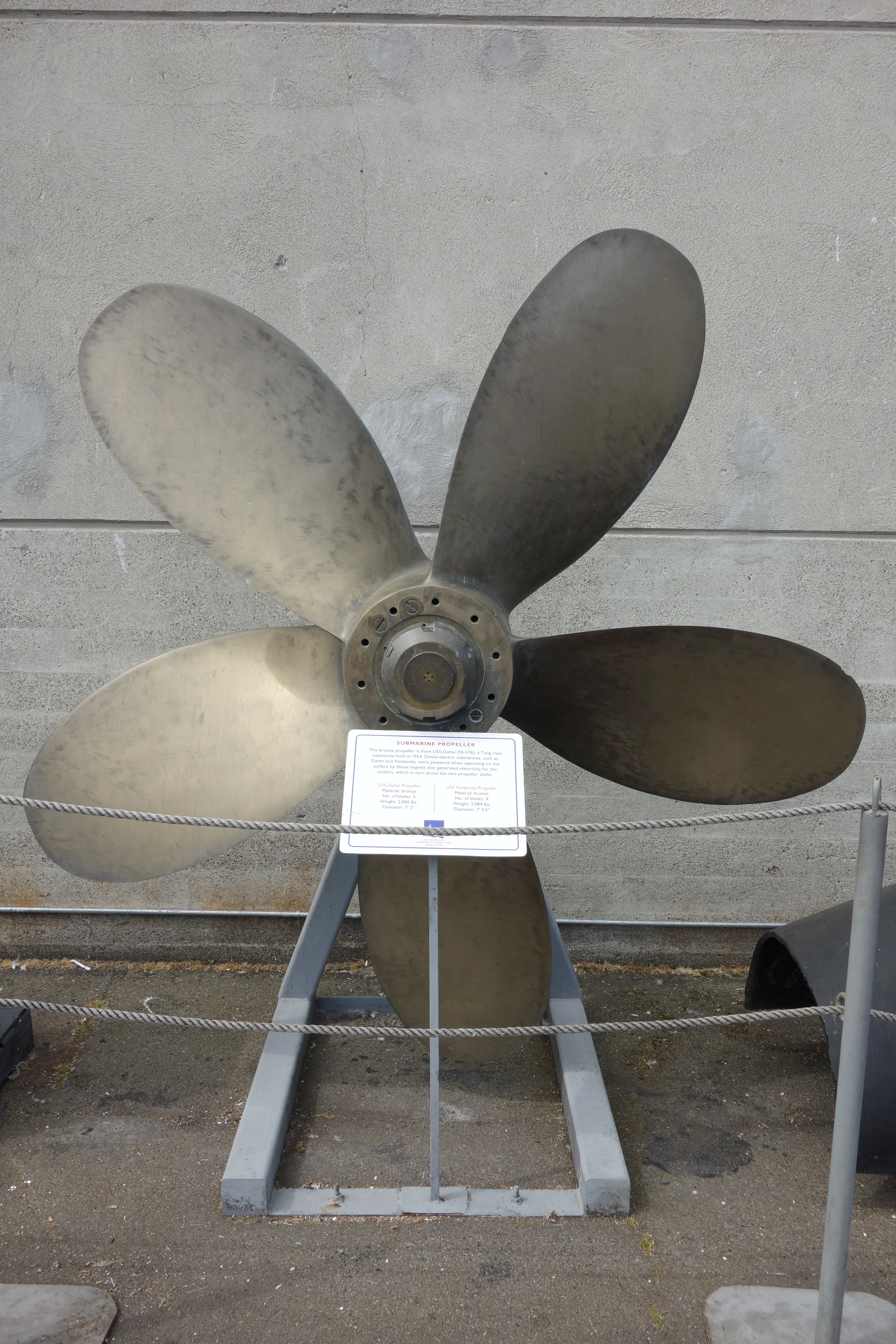
Propeller der Darter am Fisherman’s Wharf

1971 wechselte das Boot erneut den Heimathafen und war fortan in San Diego stationiert, von wo aus sie an Übungen mit der United States Seventh Fleet beteiligt war. Während einer dieser Übungen versagte 1978 eines der Ventile der Darter, die daraufhin auftauchen und die Übung abbrechen musste. Im Mai 1979 wurde das Boot ins japanische Sasebo verlegt, wo sie die folgenden Jahre an Übungseinsätzen mit Streitkräften der japanischen, südkoreanischen, britischen und australischen Marine teilnahm. 1980 und 1982 wurde sie mit dem Battle Effectiveness Award für ihren Einsatz ausgezeichnet.
Im September 1985 kollidierte die Darter vor Busan während eines Tauchgangs mit dem Tanker Kansas Getty und erlitt hierbei Beschädigungen, die im Stützpunkt in Sasebo repariert wurden. Die Besatzung des Bootes blieb hierbei unverletzt. Am 1. Dezember 1989 wurde die Darter nach 33 Dienstjahren als eines der dienstältesten U-Boote der United States Navy in Pearl Harbor ausgemustert und am 17. Januar 1990 aus dem Naval Vessel Register gestrichen. Am 7. Januar 1992 wurde es während einer Übung vor Pearl Harbor durch die USS Tautog als Zielschiff versenkt. Ein Propeller des Bootes ist am Fisherman’s Wharf in San Francisco ausgestellt.